# Coppa dei Campioni d'Africa 1979
La Coppa dei Campioni d'Africa 1979 è stata la quindicesima edizione del massimo torneo calcistico africano per squadre di club maggiori maschili.

## Risultati

### Primo turno
- L'incontro programmato fra  Kenya Breweries e  Al-Merrikh viene annullato per il ritiro di entrambe le squadre dalla competizione.

| Squadra 1             | Totale           | Squadra 2          | Andata | Ritorno |
| --------------------- | ---------------- | ------------------ | ------ | ------- |
| Étoile du Congo       | 3 - 1            | FC 105 Libreville  | 2 - 0  | 1 - 1   |
| Anges de Fatima       | 2 - 2 (4-5 rig.) | Silures            | 1 - 1  | 1 - 1   |
| Al-Ahly Tripoli       | 1 - 4            | MC Alger           | 1 - 2  | 0 - 2   |
| Simba                 | 5 - 4            | Mufulira Wanderers | 0 - 4  | 5 - 0   |
| Dragons               | 1 - 5            | Africa Sports      | 0 - 2  | 1 - 3   |
| Gorée                 | 3 - 1            | Garde Nationale    | 2 - 0  | 1 - 1   |
| Saint Joseph Warriors | 0 - 1            | Real de Banjul     | 0 - 0  | 0 - 1   |
| Mighty Blackpool      | 2 - 2 (2-4 rig.) | Hearts of Oak      | 2 - 0  | 0 - 2   |
| Desportivo Maputo     | 3 - 3 (gfc)      | Matlama            | 3 - 2  | 0 - 1   |
| Zamalek               | 4 - 1            | Simba FC           | 2 - 1  | 2 - 0   |
| Ogaden Anbassa        | a tav.           | Big Bullets        | -      | -       |

### Secondo turno
- Matlama qualificato automaticamente ai quarti di finale per il ritiro di Kenya Breweries e Al-Merrikh nel turno precedente.

| Squadra 1       | Totale           | Squadra 2      | Andata | Ritorno |
| --------------- | ---------------- | -------------- | ------ | ------- |
| Étoile du Congo | 2 - 4            | Gorée          | 2 - 3  | 0 - 1   |
| Hafia           | 1 - 1 (1-0 rig.) | Silures        | 1 - 0  | 0 - 1   |
| MC Alger        | 2 - 2 (1-2 rig.) | Union Douala   | 2 - 0  | 0 - 2   |
| Simba           | 0 - 2            | Racca Rovers   | 0 - 0  | 0 - 2   |
| Africa Sports   | 1 - 2            | CS Imana       | 1 - 0  | 0 - 2   |
| Hearts of Oak   | 3 - 1            | Real de Banjul | 2 - 0  | 1 - 1   |
| Zamalek         | a tav.           | Ogaden Anbassa | -      | -       |

### Quarti di finale
| Squadra 1 | Totale | Squadra 2     | Andata | Ritorno |
| --------- | ------ | ------------- | ------ | ------- |
| Gorée     | 2 - 1  | Racca Rovers  | 2 - 0  | 0 - 1   |
| Hafia     | 2 - 3  | Hearts of Oak | 2 - 0  | 0 - 3   |
| Zamalek   | 3 - 2  | CS Imana      | 3 - 1  | 0 - 1   |
| Matlama   | 1 - 5  | Union Douala  | 1 - 3  | 0 - 2   |

### Semifinali
| Squadra 1 | Totale | Squadra 2     | Andata | Ritorno |
| --------- | ------ | ------------- | ------ | ------- |
| Gorée     | 2 - 6  | Hearts of Oak | 1 - 2  | 1 - 4   |
| CS Imana  | 1 - 3  | Union Douala  | 1 - 2  | 0 - 1   |

### Finale

#### Andata
| Accra 2 dicembre 1979                        | Hearts of Oak | 1 – 0 | Union Douala | Accra Sports Stadium |
| \| \| \| \| \| Yawson 87’ \| Marcatori \| \| |               |       |              |                      |
|                                              |               |       |              |                      |
| Yawson 87’                                   | Marcatori     |       |              |                      |

#### Ritorno
| Yaoundé 16 dicembre 1979                                                           | Union Douala         | 1 – 0 (d.t.s.) | Hearts of Oak | Stade Omnisports (90 000 spett.) |
| \| \| \| \| \| Bell 90’ (rig.) \| Marcatori \| \| \| \| Tiri di rigore 5 – 3 \| \| |                      |                |               |                                  |
|                                                                                    |                      |                |               |                                  |
| Bell 90’ (rig.)                                                                    | Marcatori            |                |               |                                  |
|                                                                                    | Tiri di rigore 5 – 3 |                |               |                                  |